# ATP Buenos Aires 1997
L'ATP Buenos Aires 1997 è stato un torneo di tennis facente parte della categoria ATP Challenger Series nell'ambito dell'ATP Challenger Series 1997. Il torneo si è giocato a Buenos Aires in Argentina dal 24 al 30 novembre 1997 su campi in terra rossa.

## Vincitori

### Singolare
Franco Squillari ha battuto in finale  Diego Moyano con il punteggio di 6–1, 6–4

### Doppio
Diego del Río /  Daniel Orsanic hanno battuto in finale  Pablo Albano /  Luis Lobo con il punteggio di 6–4, 4–6, 6–1